# Liste der Bundestagswahlkreise 1972
Die Liste der Bundestagswahlkreise 1972 listet alle 248 Wahlkreise auf, die für die Bundestagswahl 1972 maßgeblich waren. Sie wurden in der amtlichen Bekanntmachung der Wahlkreiseinteilung vom 1972 festgelegt. Die Verteilung der Wahlkreise auf die Bundesländer blieb im Vergleich zur Bundestagswahl 1969 unverändert; jedoch erhielten mehrere Wahlkreise in Schleswig-Holstein und Nordrhein-Westfalen infolge von vorangegangenen Gebietsreformen neue Namen und neue Abgrenzungen. Für die Bundestagswahlkreise anderer Jahre siehe Liste der Bundestagswahlkreise.

## Anzahl der Wahlkreise nach Bundesland
| Land                | Anzahl Wahlkreise | Nummerierung |
| ------------------- | ----------------- | ------------ |
| Schleswig-Holstein  | 11                | 1–11         |
| Hamburg             | 8                 | 12–19        |
| Niedersachsen       | 30                | 20–49        |
| Bremen              | 3                 | 50–52        |
| Nordrhein-Westfalen | 73                | 53–125       |
| Hessen              | 22                | 126–147      |
| Rheinland-Pfalz     | 16                | 148–163      |
| Baden-Württemberg   | 36                | 164–199      |
| Bayern              | 44                | 200–243      |
| Saarland            | 5                 | 244–248      |

## Liste der Wahlkreise mit Gebietsbeschreibung

### Schleswig-Holstein
| Nr. | Wahlkreis                         | Gebiet |
| --- | --------------------------------- | --- |
| 1   | Flensburg                         | Flensburg, Kreis Flensburg-Land |
| 2   | Schleswig – Eckernförde           | Kreis Schleswig, Kreis Rendsburg-Eckernförde (nördlicher Teil), von Kiel die Stadtteile Friedrichsort, Holtenau, Pries und Schilksee |
| 3   | Nordfriesland – Dithmarschen-Nord | Kreis Nordfriesland, Kreis Dithmarschen (nördlicher Teil)                                                                            |
| 4   | Steinburg – Dithmarschen-Süd      | Kreis Steinburg, Kreis Dithmarschen (südlicher Teil)                                                                                 |
| 5   | Rendsburg – Neumünster            | Kreis Rendsburg-Eckernförde (südlicher Teil), Neumünster                                                                             |
| 6   | Kiel                              | Kiel ohne Friedrichsort, Holtenau, Pries und Schilksee                                                                               |
| 7   | Plön                              | Kreis Plön, Kreis Ostholstein (nördlicher Teil)                                                                                      |
| 8   | Segeberg – Eutin                  | Kreis Segeberg, Kreis Ostholstein (südlicher Teil)                                                                                   |
| 9   | Pinneberg                         | Kreis Pinneberg |
| 10  | Stormarn – Herzogtum Lauenburg    | Kreis Stormarn, Kreis Herzogtum Lauenburg                                                                                            |
| 11  | Lübeck                            | Lübeck |

### Hamburg
| Nr. | Wahlkreis       | Gebiet |
| --- | --------------- | --- |
| 12  | Hamburg-Mitte   | Bezirk Hamburg-Mitte ohne das Ortsamtsgebiet Billstedt, vom Bezirk Altona der Stadtteil Altona Nord                                          |
| 13  | Altona          | Bezirk Altona ohne Altona Nord |
| 14  | Eimsbüttel      | Bezirk Eimsbüttel |
| 15  | Hamburg-Nord I  | Vom Bezirk Hamburg-Nord die Stadtteile Hoheluft-Ost, Eppendorf, Groß Borstel, Alsterdorf, Winterhude, Ohlsdorf, Fuhlsbüttel und Langenhorn   |
| 16  | Hamburg-Nord II | Vom Bezirk Hamburg-Nord der Ortsamtsbereich Barmbek-Uhlenhorst, vom Bezirk Wandsbek die Stadtteile Bramfeld und Steilshoop                   |
| 17  | Wandsbek        | Vom Bezirk Wandsbek die Ortsamtsgebiete Walddörfer und Alstertal sowie die Stadtteile Wandsbek, Eilbek, Farmsen-Berne und Rahlstedt          |
| 18  | Bergedorf       | Bezirk Bergedorf, vom Bezirk Wandsbek die Stadtteile Marienthal, Jenfeld und Tonndorf, vom Bezirk Hamburg-Mitte das Ortsamtsgebiet Billstedt |
| 19  | Harburg         | Bezirk Harburg |

### Niedersachsen
| Nr. | Wahlkreis                    | Gebiet |
| --- | ---------------------------- | --- |
| 20  | Emden – Leer                 | Emden, Landkreis Leer, Landkreis Norden                                                                            |
| 21  | Wilhelmshaven                | Wilhelmshaven, Landkreis Wittmund, Landkreis Aurich, Landkreis Friesland ohne Bockhorn, Sande, Varel und Zetel     |
| 22  | Oldenburg                    | Oldenburg, Landkreis Ammerland, vom Landkreis Friesland die Gemeinden Bockhorn, Sande, Varel und Zetel             |
| 23  | Delmenhorst – Wesermarsch    | Delmenhorst, Landkreis Wesermarsch, Landkreis Oldenburg ohne Großenkneten, Hatten und Wardenburg                   |
| 24  | Cuxhaven                     | Cuxhaven, Landkreis Wesermünde, Landkreis Land Hadeln                                                              |
| 25  | Stade                        | Landkreis Stade, Landkreis Bremervörde                                                                             |
| 26  | Emsland                      | Landkreis Aschendorf-Hümmling, Landkreis Grafschaft Bentheim, Landkreis Meppen (teilweise)                         |
| 27  | Cloppenburg                  | Landkreis Cloppenburg, Landkreis Vechta, vom Landkreis Oldenburg die Gemeinden Großenkneten, Hatten und Wardenburg |
| 28  | Hoya                         | Landkreis Grafschaft Hoya, Landkreis Fallingbostel, vom Landkreis Braunschweig die Exklave Thedinghausen           |
| 29  | Verden                       | Landkreis Verden, Landkreis Osterholz, Landkreis Rotenburg (Wümme)                                                 |
| 30  | Soltau – Harburg             | Landkreis Soltau, Landkreis Harburg, Landkreis Uelzen (teilweise)                                                  |
| 31  | Lüneburg – Lüchow-Dannenberg | Lüneburg, Landkreis Lüneburg, Landkreis Lüchow-Dannenberg, Landkreis Uelzen (teilweise)                            |
| 32  | Bersenbrück                  | Landkreis Bersenbrück, Landkreis Lingen, Landkreis Meppen (teilweise)                                              |
| 33  | Osnabrück                    | Osnabrück, Landkreis Osnabrück                                                                                     |
| 34  | Nienburg                     | Landkreis Nienburg, Landkreis Grafschaft Diepholz, Landkreis Melle, Landkreis Wittlage                             |
| 35  | Schaumburg                   | Landkreis Grafschaft Schaumburg, Landkreis Schaumburg-Lippe, Landkreis Neustadt am Rübenberge                      |
| 36  | Hannover I                   | Hannover (nördlicher Teil)                                                                                         |
| 37  | Hannover II                  | Hannover (südwestlicher Teil)                                                                                      |
| 38  | Hannover III                 | Hannover (südöstlicher Teil), Landkreis Hannover                                                                   |
| 39  | Celle                        | Celle, Landkreis Celle, Landkreis Burgdorf (teilweise)                                                             |
| 40  | Gifhorn                      | Landkreis Gifhorn, Landkreis Peine, Landkreis Burgdorf (teilweise)                                                 |
| 41  | Hameln – Springe             | Hameln, Landkreis Hameln-Pyrmont, Landkreis Springe                                                                |
| 42  | Holzminden                   | Landkreis Holzminden, Landkreis Alfeld, Landkreis Einbeck                                                          |
| 43  | Hildesheim                   | Hildesheim, Landkreis Hildesheim-Marienburg                                                                        |
| 44  | Salzgitter                   | Salzgitter, Landkreis Gandersheim, Landkreis Wolfenbüttel (westlicher Teil), Landkreis Goslar (westlicher Teil)    |
| 45  | Braunschweig                 | Braunschweig |
| 46  | Helmstedt – Wolfsburg        | Landkreis Helmstedt, Wolfsburg, Landkreis Braunschweig ohne die Exklave Thedinghausen                              |
| 47  | Goslar – Wolfenbüttel        | Goslar, Landkreis Goslar (östlicher Teil), Landkreis Wolfenbüttel (östlicher Teil)                                 |
| 48  | Northeim                     | Landkreis Northeim ohne Fürstenhagen, Landkreis Osterode am Harz, Landkreis Blankenburg, Landkreis Zellerfeld      |
| 49  | Göttingen                    | Landkreis Göttingen, Landkreis Duderstadt, Landkreis Münden, vom Landkreis Northeim die Gemeinde Fürstenhagen      |

### Bremen
| Nr. | Wahlkreis                 | Gebiet |
| --- | ------------------------- | --- |
| 50  | Bremen-Ost                | Stadtbezirk Ost, vom Stadtbezirk Mitte der Ortsteil Ostertor, vom Stadtbezirk Süd Obervieland und Huckelriede |
| 51  | Bremen-West               | Stadtbezirk West, Stadtbezirk Mitte ohne Ostertor, Stadtbezirk Süd ohne Obervieland und Huckelriede           |
| 52  | Bremerhaven – Bremen-Nord | Bremerhaven, von Bremen der Stadtbezirk Nord                                                                  |

### Nordrhein-Westfalen
| Nr. | Wahlkreis                                  | Gebiet |
| --- | ------------------------------------------ | --- |
| 53  | Aachen-Stadt                               | Aachen |
| 54  | Aachen-Land                                | Kreis Aachen |
| 55  | Heinsberg                                  | Kreis Heinsberg |
| 56  | Düren                                      | Kreis Düren |
| 57  | Bergheim                                   | Kreis Bergheim (Erft), Kreis Euskirchen |
| 58  | Köln-Land                                  | Kreis Köln |
| 59  | Köln I                                     | Köln (mittlicher Teil) |
| 60  | Köln II                                    | Köln (südwestlicher Teil) |
| 61  | Köln III                                   | Köln (nordwestlicher Teil) |
| 62  | Köln IV                                    | Köln (östlicher Teil) |
| 63  | Bonn                                       | Bonn |
| 64  | Rhein-Sieg-Kreis I                         | Troisdorf, Niederkassel, Sankt Augustin, Königswinter, Alfter, Bad Honnef, Bornheim, Meckenheim, Rheinbach, Swisttal, Wachtberg                    |
| 65  | Oberbergischer Kreis – Rhein-Sieg-Kreis II | Oberbergischer Kreis, vom Rhein-Sieg-Kreis die Gemeinden Eitorf, Hennef, Lohmar, Much, Neunkirchen-Seelscheid, Ruppichteroth, Windeck und Siegburg |
| 66  | Rheinisch-Bergischer Kreis                 | Rheinisch-Bergischer Kreis |
| 67  | Leverkusen – Opladen                       | Leverkusen, Rhein-Wupper-Kreis (westlicher Teil)                                                                                                   |
| 68  | Remscheid                                  | Remscheid, Rhein-Wupper-Kreis (östlicher Teil) |
| 69  | Wuppertal I                                | Wuppertal (westlicher Teil) |
| 70  | Wuppertal II                               | Wuppertal (östlicher Teil) |
| 71  | Solingen                                   | Solingen |
| 72  | Düsseldorf-Mettmann I                      | Kreis Düsseldorf-Mettmann (nördlicher Teil) |
| 73  | Düsseldorf-Mettmann II                     | Kreis Düsseldorf-Mettmann (südlicher Teil) |
| 74  | Düsseldorf I                               | Düsseldorf (nördlicher und linksrheinischer Teil)                                                                                                  |
| 75  | Düsseldorf II                              | Düsseldorf (östlicher Teil) |
| 76  | Düsseldorf III                             | Düsseldorf (südlicher Teil) |
| 77  | Neuss – Grevenbroich I                     | Neuss, Kreis Grevenbroich (östlicher Teil) |
| 78  | Rheydt – Grevenbroich II                   | Rheydt, Kreis Grevenbroich (westlicher Teil) |
| 79  | Mönchengladbach                            | Mönchengladbach, vom Kreis Kempen-Krefeld die Gemeinde Viersen                                                                                     |
| 80  | Krefeld                                    | Krefeld |
| 81  | Kempen-Krefeld                             | Kreis Kempen-Krefeld ohne Viersen |
| 82  | Moers                                      | Kreis Moers (teilweise) |
| 83  | Kleve                                      | Kreis Kleve, Kreis Geldern, Kreis Moers (teilweise)                                                                                                |
| 84  | Dinslaken                                  | Kreis Dinslaken und Kreis Rees |
| 85  | Oberhausen                                 | Oberhausen |
| 86  | Mülheim                                    | Mülheim an der Ruhr |
| 87  | Essen I                                    | Essen (nordwestlicher Teil) |
| 88  | Essen II                                   | Essen (nordöstlicher Teil) |
| 89  | Essen III                                  | Essen (südlicher Teil) |
| 90  | Duisburg I                                 | Duisburg (nördlich der Ruhr) |
| 91  | Duisburg II                                | Duisburg (südlich der Ruhr) |
| 92  | Ahaus – Bocholt                            | Kreis Ahaus, Bocholt, Kreis Borken |
| 93  | Tecklenburg                                | Kreis Tecklenburg, Kreis Münster (teilweise) |
| 94  | Beckum – Warendorf                         | Kreis Beckum, Kreis Warendorf |
| 95  | Münster                                    | Münster, Kreis Münster (teilweise) |
| 96  | Steinfurt – Coesfeld                       | Kreis Steinfurt, Kreis Coesfeld |
| 97  | Gelsenkirchen I                            | Gelsenkirchen (teilweise) |
| 98  | Gelsenkirchen II                           | Gelsenkirchen (teilweise) |
| 99  | Recklinghausen-Land                        | Kreis Recklinghausen (westlicher Teil) |
| 100 | Recklinghausen-Stadt                       | Recklinghausen, Kreis Recklinghausen (östlicher Teil)                                                                                              |
| 101 | Bottrop – Gladbeck                         | Bottrop, Gladbeck |
| 102 | Höxter                                     | Kreis Höxter, Kreis Warburg, Kreis Büren |
| 103 | Bielefeld-Land                             | Kreis Bielefeld, Kreis Halle (Westfalen), vom Kreis Wiedenbrück die Gemeinde Gütersloh                                                             |
| 104 | Bielefeld-Stadt                            | Bielefeld |
| 105 | Detmold – Lippe                            | Kreis Detmold, Kreis Lemgo ohne Kalletal |
| 106 | Paderborn – Wiedenbrück                    | Kreis Paderborn, Kreis Wiedenbrück ohne Gütersloh                                                                                                  |
| 107 | Herford                                    | Kreis Herford, vom Kreis Lemgo die Gemeinde Kalletal                                                                                               |
| 108 | Minden                                     | Kreis Minden, Kreis Lübbecke |
| 109 | Lüdinghausen                               | Kreis Lüdinghausen, Lünen, Hamm |
| 110 | Wanne-Eickel – Wattenscheid                | Wanne-Eickel, Wattenscheid |
| 111 | Herne – Castrop-Rauxel                     | Herne, Castrop-Rauxel |
| 112 | Ennepe-Ruhr-Kreis                          | Ennepe-Ruhr-Kreis |
| 113 | Hagen                                      | Hagen |
| 114 | Dortmund I                                 | Dortmund (südlicher Teil) |
| 115 | Dortmund II                                | Dortmund (nordwestlicher Teil) |
| 116 | Dortmund III                               | Dortmund (nordöstlicher Teil) |
| 117 | Bochum                                     | Bochum (westlicher Teil) |
| 118 | Bochum – Witten                            | Bochum (östlicher Teil), Witten |
| 119 | Iserlohn                                   | Iserlohn, Kreis Iserlohn |
| 120 | Lippstadt – Brilon                         | Kreis Lippstadt, Kreis Brilon |
| 121 | Olpe – Meschede                            | Kreis Olpe, Kreis Meschede |
| 122 | Arnsberg – Soest                           | Kreis Arnsberg, Kreis Soest |
| 123 | Unna                                       | Kreis Unna |
| 124 | Lüdenscheid                                | Kreis Lüdenscheid |
| 125 | Siegen - Wittgenstein                      | Kreis Siegen, Kreis Wittgenstein |

### Hessen
| Nr. | Wahlkreis        | Gebiet |
| --- | ---------------- | --- |
| 126 | Waldeck          | Landkreis Waldeck, Landkreis Hofgeismar, Landkreis Wolfhagen                                                                                               |
| 127 | Kassel           | Kassel, Landkreis Kassel (teilweise) |
| 128 | Eschwege         | Landkreis Eschwege, Landkreis Witzenhausen, Landkreis Kassel (teilweise)                                                                                   |
| 129 | Fritzlar-Homberg | Landkreis Fritzlar-Homberg, Landkreis Ziegenhain, Landkreis Frankenberg                                                                                    |
| 130 | Hersfeld         | Landkreis Hersfeld, Landkreis Hünfeld, Landkreis Rotenburg (Fulda), Landkreis Melsungen                                                                    |
| 131 | Marburg          | Marburg, Landkreis Marburg, Landkreis Biedenkopf |
| 132 | Wetzlar          | Landkreis Wetzlar, Dillkreis |
| 133 | Gießen           | Gießen, Landkreis Gießen, Landkreis Alsfeld |
| 134 | Fulda            | Fulda, Landkreis Fulda, Landkreis Lauterbach, Landkreis Schlüchtern                                                                                        |
| 135 | Obertaunuskreis  | Obertaunuskreis, Oberlahnkreis, Landkreis Usingen, Main-Taunus-Kreis (nördlicher Teil)                                                                     |
| 136 | Friedberg        | Landkreis Friedberg, Landkreis Büdingen |
| 137 | Limburg          | Landkreis Limburg, Rheingaukreis, Untertaunuskreis |
| 138 | Wiesbaden        | Wiesbaden |
| 139 | Hanau            | Hanau, Landkreis Hanau, Landkreis Gelnhausen |
| 140 | Frankfurt I      | Höchst, Oberrad, Sachsenhausen, Niederrad, Goldstein, Schwanheim, Griesheim, Nied, Sindlingen, Zeilsheim, Unterliederbach und Sossenheim                   |
| 141 | Frankfurt II     | Innenstadt, Gutleutviertel, Gallusviertel, Rebstock, Westend, Bockenheim, Rödelheim, Hausen, Praunheim, Heddernheim, Ginnheim, Eschersheim und Niederursel |
| 142 | Frankfurt III    | Nordend, Bornheim, Seckbach, Eckenheim, Preungesheim, Bonames, Frankfurter Berg, Berkersheim und Fechenheim                                                |
| 143 | Groß-Gerau       | Landkreis Groß-Gerau, Main-Taunus-Kreis (südlicher Teil)                                                                                                   |
| 144 | Offenbach        | Offenbach, Landkreis Offenbach (westlicher Teil) |
| 145 | Darmstadt        | Darmstadt, Landkreis Darmstadt |
| 146 | Dieburg          | Landkreis Dieburg, Landkreis Erbach, Landkreis Offenbach (östlicher Teil)                                                                                  |
| 147 | Bergstraße       | Landkreis Bergstraße |

### Rheinland-Pfalz
| Nr. | Wahlkreis         | Gebiet |
| --- | ----------------- | --- |
| 148 | Neuwied           | Landkreis Neuwied, Landkreis Altenkirchen (Westerwald)                                                                    |
| 149 | Ahrweiler         | Landkreis Ahrweiler, Landkreis Mayen-Koblenz (westlicher Teil)                                                            |
| 150 | Koblenz           | Koblenz, Landkreis Mayen-Koblenz (östlicher Teil), Rhein-Hunsrück-Kreis (nördlicher Teil)                                 |
| 151 | Cochem            | Landkreis Cochem-Zell, Rhein-Hunsrück-Kreis (südlicher Teil), Landkreis Bernkastel-Wittlich (südlicher Teil)              |
| 152 | Kreuznach         | Landkreis Bad Kreuznach, Landkreis Birkenfeld                                                                             |
| 153 | Bitburg           | Landkreis Bitburg-Prüm, Landkreis Bernkastel-Wittlich (nördlicher Teil), Landkreis Daun                                   |
| 154 | Trier             | Trier, Landkreis Trier-Saarburg                                                                                           |
| 155 | Montabaur         | Oberwesterwaldkreis, Unterwesterwaldkreis, Rhein-Lahn-Kreis                                                               |
| 156 | Mainz             | Mainz, Landkreis Mainz-Bingen (nordwestlicher Teil)                                                                       |
| 157 | Worms             | Worms, Landkreis Alzey-Worms, Landkreis Mainz-Bingen (südöstlicher Teil)                                                  |
| 158 | Frankenthal       | Frankenthal (Pfalz), Landkreis Ludwigshafen (nördlicher Teil), Donnersbergkreis, Landkreis Bad Dürkheim (nördlicher Teil) |
| 159 | Ludwigshafen      | Ludwigshafen, Landkreis Ludwigshafen (mittlicher Teil)                                                                    |
| 160 | Neustadt – Speyer | Neustadt an der Weinstraße, Speyer, Landkreis Bad Dürkheim (südlicher Teil), Landkreis Ludwigshafen (südlicher Teil)      |
| 161 | Kaiserslautern    | Kaiserslautern, Landkreis Kaiserslautern, Landkreis Kusel                                                                 |
| 162 | Pirmasens         | Pirmasens, Landkreis Pirmasens, Zweibrücken                                                                               |
| 163 | Landau            | Landau in der Pfalz, Landkreis Germersheim, Landkreis Landau-Bad Bergzabern                                               |

### Baden-Württemberg
| Nr. | Wahlkreis                    | Gebiet |
| --- | ---------------------------- | --- |
| 164 | Stuttgart I                  | Bad Cannstatt, Stammheim, Zuffenhausen, Mühlhausen, Münster, Feuerbach, Weilimdorf, Botnang                                       |
| 165 | Stuttgart II                 | Stuttgart-Mitte, Stuttgart-Ost, Stuttgart-Nord, Birkach, Hedelfingen, Untertürkheim, Obertürkheim, Plieningen, Sillenbuch, Wangen |
| 166 | Stuttgart III                | Stuttgart-West, Stuttgart-Süd, Vaihingen, Möhringen, Degerloch                                                                    |
| 167 | Ludwigsburg                  | Landkreis Ludwigsburg |
| 168 | Heilbronn                    | Heilbronn, Landkreis Heilbronn |
| 169 | Leonberg – Vaihingen         | Landkreis Leonberg, Landkreis Vaihingen, Landkreis Böblingen (teilweise)                                                          |
| 170 | Nürtingen – Böblingen        | Landkreis Nürtingen, Landkreis Böblingen (teilweise)                                                                              |
| 171 | Esslingen                    | Landkreis Esslingen |
| 172 | Göppingen                    | Landkreis Göppingen |
| 173 | Ulm                          | Ulm, Landkreis Ulm |
| 174 | Aalen – Heidenheim           | Landkreis Aalen, Landkreis Heidenheim                                                                                             |
| 175 | Schwäbisch Gmünd – Backnang  | Landkreis Schwäbisch Gmünd, Landkreis Backnang, Landkreis Schwäbisch Hall                                                         |
| 176 | Crailsheim                   | Landkreis Crailsheim, Landkreis Mergentheim, Landkreis Öhringen, Landkreis Künzelsau                                              |
| 177 | Waiblingen                   | Landkreis Waiblingen |
| 178 | Karlsruhe                    | Karlsruhe |
| 179 | Mannheim I                   | Mannheim (nördlicher Teil) |
| 180 | Mannheim II                  | Mannheim (südlicher Teil), Landkreis Mannheim (teilweise)                                                                         |
| 181 | Heidelberg-Stadt             | Heidelberg, Landkreis Mannheim (teilweise)                                                                                        |
| 182 | Pforzheim – Karlsruhe-Land I | Pforzheim, Landkreis Pforzheim, Landkreis Karlsruhe (teilweise)                                                                   |
| 183 | Bruchsal – Karlsruhe-Land II | Landkreis Bruchsal, Landkreis Karlsruhe (teilweise)                                                                               |
| 184 | Heidelberg-Land – Sinsheim   | Landkreis Heidelberg, Landkreis Sinsheim                                                                                          |
| 185 | Tauberbischofsheim           | Landkreis Tauberbischofsheim, Landkreis Mosbach, Landkreis Buchen                                                                 |
| 186 | Konstanz                     | Landkreis Konstanz, Landkreis Überlingen                                                                                          |
| 187 | Donaueschingen               | Landkreis Donaueschingen, Landkreis Stockach, Landkreis Villingen-Schwenningen                                                    |
| 188 | Waldshut                     | Landkreis Waldshut, Landkreis Hochschwarzwald, Landkreis Säckingen                                                                |
| 189 | Lörrach – Müllheim           | Landkreis Lörrach, Landkreis Müllheim                                                                                             |
| 190 | Freiburg                     | Freiburg im Breisgau, Landkreis Freiburg                                                                                          |
| 191 | Emmendingen – Wolfach        | Landkreis Emmendingen, Landkreis Wolfach                                                                                          |
| 192 | Offenburg                    | Landkreis Offenburg, Landkreis Kehl, Landkreis Lahr                                                                               |
| 193 | Rastatt                      | Landkreis Rastatt, Baden-Baden, Landkreis Bühl                                                                                    |
| 194 | Reutlingen                   | Landkreis Reutlingen (teilweise), Landkreis Tübingen                                                                              |
| 195 | Calw                         | Landkreis Calw, Landkreis Horb, Landkreis Freudenstadt                                                                            |
| 196 | Rottweil                     | Landkreis Rottweil, Landkreis Tuttlingen                                                                                          |
| 197 | Balingen                     | Landkreis Balingen, Landkreis Münsingen, Landkreis Hechingen, Landkreis Reutlingen (teilweise), Landkreis Sigmaringen             |
| 198 | Biberach                     | Landkreis Biberach, Landkreis Ehingen, Landkreis Saulgau                                                                          |
| 199 | Ravensburg                   | Landkreis Ravensburg, Landkreis Tettnang, Landkreis Wangen                                                                        |

### Bayern
| Nr. | Wahlkreis         | Gebiet |
| --- | ----------------- | --- |
| 200 | Altötting         | Landkreis Altötting, Landkreis Mühldorf am Inn, Landkreis Wasserburg am Inn |
| 201 | Fürstenfeldbruck  | Landkreis Fürstenfeldbruck, Landkreis Dachau, Landsberg am Lech, Landkreis Landsberg am Lech |
| 202 | Ingolstadt        | Ingolstadt, Landkreis Ingolstadt, Landkreis Schrobenhausen, Landkreis Pfaffenhofen, Landkreis Aichach |
| 203 | Miesbach          | Landkreis Miesbach, Landkreis Starnberg, Landkreis Wolfratshausen |
| 204 | München-Mitte     | Altstadt, Lehel, Ludwigsvorstadt, Isarvorstadt, Maxvorstadt, Schwabing-West |
| 205 | München-Nord      | Schwabing-Ost, Freimann, Milbertshofen, Moosach, Feldmoching, Hasenbergl, Neuhausen |
| 206 | München-Ost       | Haidhausen, Au, Bogenhausen, Ramersdorf, Perlach, Berg am Laim, Trudering, Riem |
| 207 | München-Süd       | Giesing, Harlaching, Sendling, Hadern, Thalkirchen, Obersendling, Forstenried, Fürstenried, Solln |
| 208 | München-West      | Schwanthalerhöhe, Gern, Nymphenburg, Laim, Pasing, Allach, Untermenzing, Obermenzing, Aubing, Lochhausen, Langwied |
| 209 | München-Land      | Landkreis München, Landkreis Erding, Freising, Landkreis Freising |
| 210 | Rosenheim         | Rosenheim, Landkreis Rosenheim, Landkreis Ebersberg, Landkreis Bad Aibling |
| 211 | Traunstein        | Traunstein, Landkreis Traunstein, Landkreis Berchtesgaden, Bad Reichenhall, Landkreis Laufen |
| 212 | Weilheim          | Landkreis Weilheim, Landkreis Garmisch-Partenkirchen, Landkreis Schongau, Landkreis Bad Tölz |
| 213 | Deggendorf        | Deggendorf, Landkreis Deggendorf, Landkreis Grafenau, Landkreis Kötzting, Landkreis Regen, Landkreis Viechtach |
| 214 | Landshut          | Landshut, Landkreis Landshut, Landkreis Rottenburg an der Laaber, Landkreis Mainburg, Landkreis Kelheim |
| 215 | Passau            | Passau, Landkreis Passau, Landkreis Wegscheid, Landkreis Wolfstein, Landkreis Vilshofen |
| 216 | Straubing         | Straubing, Landkreis Straubing, Landkreis Bogen, Landkreis Mallersdorf, Landkreis Dingolfing, Landkreis Landau an der Isar |
| 217 | Pfarrkirchen      | Landkreis Pfarrkirchen, Landkreis Eggenfelden, Landkreis Vilsbiburg, Landkreis Griesbach |
| 218 | Amberg – Neumarkt | Amberg, Landkreis Amberg, Neumarkt, Landkreis Neumarkt, Landkreis Parsberg, Landkreis Sulzbach-Rosenberg, Landkreis Beilngries, Landkreis Riedenburg |
| 219 | Burglengenfeld    | Landkreis Burglengenfeld, Schwandorf, Landkreis Cham, Landkreis Nabburg, Landkreis Oberviechtach, Landkreis Roding, Landkreis Waldmünchen, Landkreis Vohenstrauß, Landkreis Neunburg vorm Wald |
| 220 | Regensburg        | Regensburg, Landkreis Regensburg |
| 221 | Tirschenreuth     | Landkreis Tirschenreuth, Weiden, Landkreis Neustadt an der Waldnaab, Landkreis Eschenbach, Landkreis Kemnath |
| 222 | Bamberg           | Bamberg, Landkreis Bamberg, Landkreis Staffelstein, Landkreis Höchstadt |
| 223 | Bayreuth          | Bayreuth, Landkreis Bayreuth, Landkreis Pegnitz, Landkreis Wunsiedel, Marktredwitz |
| 224 | Coburg            | Coburg, Landkreis Coburg, Neustadt bei Coburg, Landkreis Kronach |
| 225 | Hof               | Hof, Landkreis Hof, Landkreis Münchberg, Landkreis Naila, Landkreis Rehau, Selb |
| 226 | Kulmbach          | Kulmbach, Landkreis Kulmbach, Forchheim, Landkreis Forchheim, Landkreis Lichtenfels, Landkreis Stadtsteinach, Landkreis Ebermannstadt |
| 227 | Ansbach           | Ansbach, Landkreis Ansbach, Rothenburg ob der Tauber, Landkreis Rothenburg ob der Tauber, Landkreis Uffenheim, Schwabach, Landkreis Schwabach |
| 228 | Erlangen          | Erlangen, Landkreis Erlangen, Landkreis Nürnberg, Landkreis Hersbruck, Landkreis Lauf an der Pegnitz |
| 229 | Fürth             | Fürth, Landkreis Fürth, Landkreis Scheinfeld, Landkreis Neustadt an der Aisch |
| 230 | Nürnberg-Nord     | Stadtbezirke Almoshof, Altstadt, St. Lorenz, Altstadt, St. Sebald, Bärenschanze, Bielingplatz, Boxdorf, Buch, Buchenbühl, Dutzendteich, Eberhardshof, Erlenstegen, Flughafen, Galgenhof, Gleißhammer, Glockenhof, Gostenhof, Großgründlach, Guntherstraße, Himpfelshof, Kraftshof, Laufamholz, Ludwigsfeld, Marienberg, Marienvorstadt, Maxfeld, Mögeldorf, Mooshof, Muggenhof, Neunhof, Pirckheimerstraße, Sandberg, Schafhof, Schleifweg, Schmausenbuckstraße, Schniegling, Schoppershof, St. Jobst, St. Johannis, Tafelhof, Thon, Tullnau, Uhlandstraße, Veilhof, Westfriedhof, Wetzendorf, Wöhrd, Zerzabelshof und Ziegelstein             |
| 231 | Nürnberg-Süd      | Stadtbezirken Altenfurt, Moorenbrunn, Altenfurt Nord, Beuthener Straße, Brunn, Dianastraße, Eibach, Fischbach, Gaismannshof, Gartenstadt, Gebersdorf, Gibitzenhof, Großreuth bei Schweinau, Gugelstraße, Hasenbuck, Höfen, Hohe Marter, Hummelstein, Katzwang, Reichelsdorf Ost, Reichelsdorfer Keller, Katzwanger Straße, Kornburg, Worzeldorf, Krottenbach, Mühlhof, Langwasser Nordost, Langwasser Nordwest, Langwasser Südost, Langwasser Südwest, Maiach, Rangierbahnhof, Rangierbahnhof-Siedlung, Reichelsdorf, Röthenbach Ost, Röthenbach West, Sandreuth, Schweinau, St. Leonhard, Steinbühl, Sündersbühl, Trierer Straße und Werderau |
| 232 | Weißenburg        | Weißenburg, Landkreis Weißenburg, Landkreis Gunzenhausen, Landkreis Hilpoltstein, Landkreis Dinkelsbühl, Landkreis Feuchtwangen, Eichstätt, Landkreis Eichstätt |
| 233 | Aschaffenburg     | Aschaffenburg, Landkreis Aschaffenburg, Landkreis Obernburg, Landkreis Miltenberg |
| 234 | Bad Kissingen     | Bad Kissingen, Landkreis Bad Kissingen, Landkreis Haßfurt, Landkreis Ebern, Landkreis Hofheim, Landkreis Königshofen, Landkreis Mellrichstadt, Landkreis Bad Neustadt an der Saale |
| 235 | Karlstadt         | Landkreis Karlstadt, Landkreis Gemünden, Landkreis Lohr, Landkreis Alzenau, Landkreis Marktheidenfeld, Landkreis Hammelburg, Landkreis Bad Brückenau |
| 236 | Schweinfurt       | Schweinfurt, Landkreis Schweinfurt, Kitzingen, Landkreis Kitzingen, Landkreis Gerolzhofen |
| 237 | Würzburg          | Würzburg, Landkreis Würzburg, Landkreis Ochsenfurt |
| 238 | Augsburg          | Augsburg |
| 239 | Augsburg-Land     | Landkreis Augsburg, Landkreis Friedberg, Landkreis Schwabmünchen, Landkreis Wertingen |
| 240 | Donauwörth        | Landkreis Donauwörth, Dillingen, Landkreis Dillingen, Nördlingen, Landkreis Nördlingen, Neuburg an der Donau, Landkreis Neuburg |
| 241 | Neu-Ulm           | Neu-Ulm, Landkreis Neu-Ulm, Günzburg, Landkreis Günzburg, Landkreis Illertissen, Landkreis Krumbach |
| 242 | Kaufbeuren        | Kaufbeuren, Landkreis Kaufbeuren, Memmingen, Landkreis Memmingen, Landkreis Mindelheim, Landkreis Marktoberdorf |
| 243 | Kempten           | Kempten (Allgäu), Landkreis Kempten (Allgäu), Lindau (Bodensee), Landkreis Lindau (Bodensee), Landkreis Sonthofen, Landkreis Füssen |

### Saarland
| Nr. | Wahlkreis         | Gebiet |
| --- | ----------------- | --- |
| 244 | Saarbrücken-Stadt | Saarbrücken, Landkreis Saarbrücken (teilweise)                                                                      |
| 245 | Saarbrücken-Land  | Landkreis Saarbrücken (teilweise), Landkreis Saarlouis (teilweise)                                                  |
| 246 | Saarlouis         | Landkreis Saarlouis (teilweise), Landkreis Merzig-Wadern                                                            |
| 247 | Ottweiler         | Landkreis Ottweiler ohne Neunkirchen, Spiesen und Elversberg, Landkreis Saarlouis (teilweise)                       |
| 248 | St. Ingbert       | Landkreis St. Ingbert, Landkreis Homburg, vom Landkreis Ottweiler die Gemeinden Neunkirchen, Spiesen und Elversberg |